# Achada de Santo Antão
Achada de Santo Antão é um sítio povoado da freguesia do Arco da Calheta, concelho da Calheta, Ilha da Madeira.